# 쓰지오 신지
쓰지오 신지(일본어: 辻尾 真二, 1985년 12월 23일 ~ )는 일본의 전 축구 선수이다.

## 구단 경력
그는 2008년부터 2018년까지 J리그의 시미즈 에스펄스, 산프레체 히로시마, 오이타 트리니타, 츠바이겐 가나자와, SC 사가미하라에서 활동하였다.

## 국가대표팀 경력
그는 2006년 아시안 게임에 참가할 일본 U-23 국가대표팀에 발탁되었다.